# 古爾希吉安山
75°3′S 133°46′W / 75.050°S 133.767°W
古爾希吉安山（英語：Mount Goorhigian）是南極洲的山峰，位於瑪麗伯德地，屬於德馬斯山脈的一部分，海拔高度1,115米，美國地質調查局根據測量和該國海軍的空中照片繪入地圖。